# Méliphage des Maoke
Oreornis chrysogenys
Genre
Espèce
Statut de conservation UICN

 LC  : Préoccupation mineure
Le Méliphage des Maoke (Oreornis chrysogenys) est une espèce de passereaux de la famille des Meliphagidae. C'est la seule espèce du genre Oreornis.

## Répartition
Il est endémique des monts Maoke.

## Habitat
Il vit dans les montagnes humides tropicales et subtropicales.